# League of Wales 1998-1999
La League of Wales 1998-1999 è stata la 7ª edizione della massima serie del campionato gallese di calcio, disputato tra il 2 agosto 1998 e il 25 aprile 1999 e concluso con la vittoria del Barry Town, al suo quarto titolo.
Capocannoniere del torneo è stato Eifion Williams (Barry Town), con 28 reti.

## Stagione

### Novità
A poche settimane dall'inizio del campionato, l'Ebbw Vale venne radiato dalla federazione per problemi finanziari; il posto rimasto vacante non venne occupato da nessuna squadra, portando il lotto delle squadre partecipanti a 17.

## Classifica finale
|  | Pos. | Squadra              | Pt | G  | V  | N  | P  | GF | GS | DR  |
|  | ---- | -------------------- | -- | -- | -- | -- | -- | -- | -- | --- |
|  | 1.   | Barry Town           | 76 | 32 | 23 | 7  | 2  | 82 | 23 | +59 |
|  | 2.   | Inter Cardiff        | 63 | 32 | 19 | 6  | 7  | 61 | 26 | +35 |
|  | 3.   | Cwmbran Town         | 57 | 32 | 17 | 6  | 9  | 73 | 44 | +29 |
|  | 4.   | Aberystwyth Town     | 57 | 32 | 16 | 9  | 7  | 59 | 47 | +12 |
|  | 5.   | Caernarfon Town      | 50 | 32 | 13 | 11 | 8  | 45 | 46 | -1  |
|  | 6.   | Newtown              | 49 | 32 | 13 | 10 | 9  | 45 | 35 | +10 |
|  | 7.   | Conwy United         | 49 | 32 | 14 | 7  | 11 | 54 | 49 | +5  |
|  | 8.   | TNS                  | 47 | 32 | 12 | 11 | 9  | 55 | 42 | +13 |
|  | 9.   | Carmarthen Town      | 47 | 32 | 13 | 8  | 11 | 46 | 46 | 0   |
|  | 10.  | Caersws              | 44 | 32 | 12 | 8  | 12 | 49 | 55 | -6  |
|  | 11.  | Bangor City          | 39 | 32 | 11 | 6  | 15 | 44 | 49 | -5  |
|  | 12.  | Connah's Q.N.        | 38 | 32 | 10 | 8  | 14 | 43 | 46 | -3  |
|  | 13.  | Haverfordwest County | 34 | 32 | 9  | 7  | 16 | 43 | 60 | -17 |
|  | 14.  | Afan Lido            | 31 | 32 | 7  | 10 | 15 | 28 | 46 | -18 |
|  | 15.  | Rhayader Town        | 26 | 32 | 5  | 11 | 16 | 29 | 54 | -25 |
|  | 16.  | Rhyl                 | 23 | 32 | 7  | 2  | 23 | 40 | 80 | -40 |
|  | 17.  | Holywell Town        | 18 | 32 | 3  | 9  | 20 | 38 | 86 | -48 |

Legenda:
      Campione del Galles e ammessa al primo turno di qualificazione alla UEFA Champions League 1999-2000.
      Ammesse al primo turno di qualificazione della Coppa UEFA 1999-2000.
      Ammesse alla Coppa Intertoto 1999.
      Retrocesse in Cymru Alliance 1999-2000.
Note:
Tre punti a vittoria, uno a pareggio, zero a sconfitta.
In caso di arrivo di due o più squadre a pari punti, la graduatoria verrà stilata secondo la classifica avulsa tra le squadre interessate che prevede, in ordine, i seguenti criteri:
- Differenza reti generale.
- Reti realizzate in generale.

## Statistiche

### Individuali

#### Classifica marcatori
| Gol |  |  | Giocatore       | Squadra              |
| --- |  |  | --------------- | -------------------- |
| 28  |  |  | Eifion Williams | Barry Town           |
| 21  |  |  | Chris Summers   | Cwmbran Town         |
| 20  |  |  | Mattie Davies   | Cwmbran Town         |
| 20  |  |  | John Toner      | Conwy United         |
| 16  |  |  | Richard Gay     | Haverfordwest County |
| 16  |  |  | Jamie Hughes    | Connah's Q.N.        |
| 14  |  |  | Richard Jones   | Barry Town           |